# ノヴォシビルスク諸島
座標: 北緯75度16分 東経145度15分 / 北緯75.267度 東経145.250度

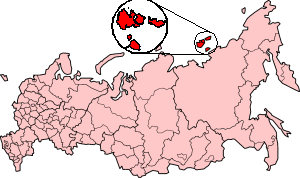
ノヴォシビルスク諸島

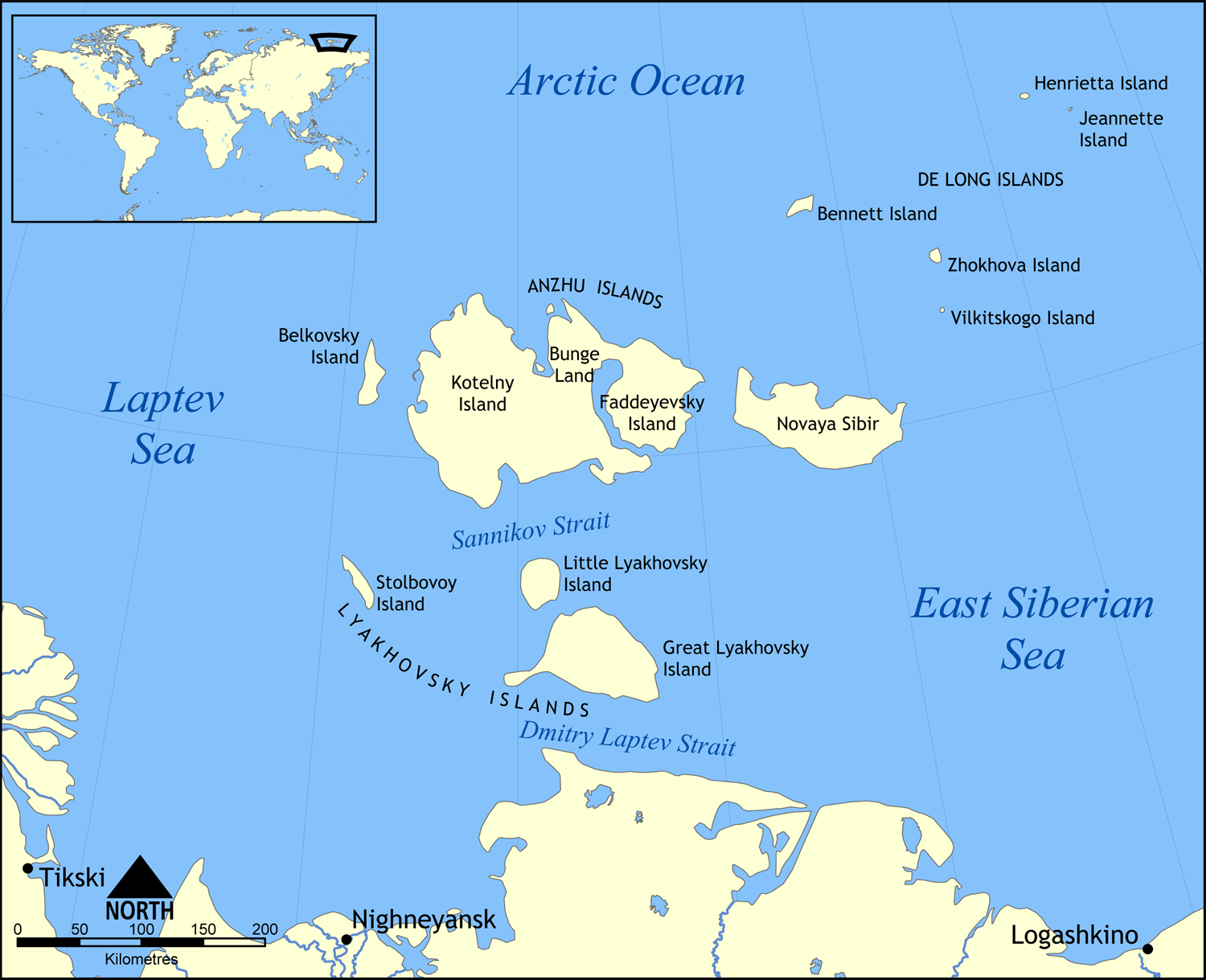
ノヴォシビルスク諸島の地図

ノヴォシビルスク諸島（ノヴォシビルスクしょとう、サハ語:Саҥа Сибиир арыылара、ロシア語: Новосиби́рские острова, Novosibirskie ostrova）は、北極海のシベリア東部沿岸、ラプテフ海と東シベリア海の間にある島嶼。北緯約75度にある北極圏の島である。ロシア連邦のサハ共和国に属する。

## 地理
ノヴォシビルスク諸島は低い陸地からなる。最高標高地点はコテリヌイ島のマラカチン・タス山（標高374m）である。
ノヴォシビルスク諸島はアンジュー諸島、アンジュー諸島とシベリア本土の間にあるリャーホフスキー諸島、アンジュー諸島の北東に位置するデ・ロング諸島からなる。ノヴォシビルスク諸島から北へは、海底山脈であるロモノソフ海嶺が、北極点を経てカナダ北極諸島のエルズミーア島まで伸びている。

## 歴史
現在から17,000年から24,000年前、最終氷期最盛期（Last Glacial Maximum）のノヴォシビルスク諸島は、シベリアとアラスカの間にあった更新世後期の陸地・ベーリンジア（Beringia、ベーリング地峡）北部にある大北極平野（Great Arctic Plain）の中の丘陵地帯だった。大北極平野は160万km²の広さがあったが、氷河期が終わり完新世になると、7,000年間という比較的短い時間のうちにノヴォシビルスク諸島を残して海没し、北極海・東シベリア海・ラプテフ海の一部になった。
平野が最も大きくなった時期、海水面は現在より100mから120m低く、海岸線は現在のシベリアの海岸線から700kmから1,000km北にあった。北ヨーロッパ氷床が湿った風を遮るために大北極平野は乾燥しており、更新世後期にも最終氷期最盛期にも氷河が広がらず、現在はデ・ロング諸島になっている丘の上に不活発な氷帽があるだけだった。これらの氷帽の一部が今もジャネット島・ヘンリエッタ島・ベネット島に残っている。またジョホフ島には氷帽から流れ出た氷河が作った圏谷や堆積物の跡も残っている。

## アンジュー諸島
面積、約29,000 km2
- コテリヌイ島  11,700 km2
- ファデエフスキイ島  5,300 km2
  - ゼムリャ・ブンゲ（砂州）  6,200 km2
- ノヴァヤ・シビリ島  6,200 km2
- ベリコフスキー島  500 km2

## リャーホフスキー諸島
面積、約6,100 km2
- 大リャーホフスキー島（ロシア語版、英語版）  4,600 km2
- 小リャーホフスキー島  1,325 km2
- ストルボヴォイ島  170 km2
- セミョーノフスキー島

## デ・ロング諸島
面積、約228 km2
- ジャネット島
- ヘンリエッタ島
- ベネット島
- ヴィリキツキー島
- ジョホフ島

## 軍事利用と北極海航路
北極を挟んで米ソが対峙していた冷戦時代、ソビエト連邦が軍事基地を置いていた。ソ連崩壊後の1993年、ロシア連邦軍はいったん撤退した。プーチン大統領の指示により2013年9月、北方艦隊がコテリヌイ島に資材を陸揚げし、基地や飛行場を再開した。これには沖合を通る北極海航路の利用増加や資源開発に備える狙いがある。ロシア政府は同諸島を北極開発や軍事の拠点として重視している。

## 標準時
この地域は、ヤクーツク時間帯の標準時を使用している。時差はUTC+9時間で、夏時間はない。（以前はウラジオストク時間を使用していて、2011年3月までは標準時がUTC+10時間で夏時間がUTC+11時間、同年3月から2014年10月までは通年UTC+11時間であった）